# La promesa (película de 1996)
La promesa (título original: La Promesse) es una película dramática de 1996 dirigida por los Hermanos Dardenne (Luc Dardenne y Jean-Pierre Dardenne). Fue  protagonizada por Olivier Gourmet, Assita Ouédraogo y Jérémie Rénier.
La película fue galardonada como Mejor Película extranjera en los Sociedad Nacional de Críticos de Cine de Estados Unidos y obtuvo nominaciones en los Premios César, Asociación Belga de Críticos de Cine y Festival de cine de Valladolid.

## Sinopsis
La vida de Igor, un adolescente belga, es plácida. Carece de toda ética y trabaja ayudando a su padre, Roger, un déspota que utiliza a inmigrantes ilegales para sus negocios de construcción. Cuando un inspector se presenta de improviso en la obra, uno de los empleados sufre un terrible accidente y, antes de morir, arranca a Igor la promesa de que protegerá a su esposa e hijo.

## Reparto
- Jérémie Renier como Igor.
- Olivier Gourmet como Roger.
- Assita Ouedraogo como Assita.
- Jean-Michel Balthazar como el inspector.
- Frédéric Bodson como el dueño del garaje.
- Katarzyna Chrzanowska
- Florian Delain como Riri.
- Hachemi Haddad como  Nabil.
- Alain Holtgen como el cartero.
- Geneviève Joly-Provost como Geneviève.
- Sophia Leboutte
- Rasmané Ouédraogo como Amidou.
- Norbert Rutili

## Recepción

### Crítica
La Promesse recibió críticas en su mayoría positivas de los críticos. El sitio web de agregación de revisiones Rotten Tomatoes le otorga un índice de aprobación del 95%, basado en 21 revisiones, con un puntaje promedio de 7.8 / 10. En Metacritic, que asigna una calificación normalizada de 100 a las críticas de los críticos principales, la película recibió una puntuación promedio de 82, basada en 17 críticas, lo que indica "aclamación universal".

### Premios y nominaciones
- Asociación Belga de Críticos de Cine (Bélgica)
  - Ganadores: Premio André Cavens a la Mejor Película
  - Nominada: Grand Prix
- Premios César (Francia)
  - Nominada: Mejor Película Extranjera
- Los Angeles Film Critics (Estados Unidos)
  - Nominada: Mejor Película Extranjera
- National Society of Film Critics (Estados Unidos)
  - Ganadores: Mejor Película Extranjera
- Online Film Critics Society Awards (Estados Unidos)
  - Nominada: Mejor Película Extranjera
- Satellite Awards (Estados Unidos)
  - Nominada: Mejor Película Extranjera
- Festival de Valladolid (España)
  - Ganadores: FIPRESCI Prize (Jean-Pierre y Luc Dardenne)
  - Ganadores: Golden Spike (Jean-Pierre y Luc Dardenne)